# Eagle Classic 1988
L'Eagle Classic 1988 è stato un torneo di tennis giocato sul cemento. Si è giocato a Scottsdale negli Stati Uniti. È stata la 3ª edizione del torneo, che fa parte del Nabisco Grand Prix 1988. Il torneo si è giocato dal 3 al 10 ottobre 1988.

## Campioni

### Singolare maschile
Mikael Pernfors ha battuto in finale  Glenn Layendecker con il punteggio di 6–2, 6–4

### Doppio maschile
Scott Davis /  Tim Wilkison hanno battuto in finale  Rick Leach /  Jim Pugh con il punteggio di 6–3, 6–2